# Hokej na rolkach na World Games 2009
Hokej na rolkach na World Games 2009 odbył się w dniach 23 - 26 lipca w hali sportowej Uniwersytetu I-Shou. Rozegrano turniej mężczyzn, w którym udział wzięło 6 drużyn. Złoto wywalczyli zawodnicy ze Stanów Zjednoczonych, srebro przypadło reprezentacji Francji a brązowy medal - Czechom. Mecze rozegrane zostały w systemie każdy z każdym. Hokej na rolkach odbył się po raz siódmy w historii World Games.

## Medaliści
|  | Stany Zjednoczone |  | Francja |  | Czechy |
|  | Eric Keene Brandon Barnette Peter Messina Jonathan Mosenson Michael Urbano Dustin Roux Joshua Laricchia Keith Diprima Gregory Thompson Chris Connole Travis Fudge |  | Julien Thomas Karl Gabillet Vincent Charbonneau Jérémy Lapresa Jean-François Ladonne Renaud Crignier Jimi Lefranc Romain Horrut Orlando Cudicio Alexis Gomane Terry Lefranc Geoffroy Tijou Hugo Rebuffet Benoît Ladonne |  | Petr Hrachovina Petr Veselý Petr Šinágl Jan Besser David Balázs Pavel Strýček Aleš Zacha Ladislav Vlček Martin Tvrzník Tomáš Ulrich Jiří Novotný Pavel Zavrtalek Martin Altrichter |

## Wyniki meczów[1]
| 23 lipca |     |            |
| Czechy   | 5:2 | Szwajcaria |

| 23 lipca |     |         |
| Włochy   | 3:3 | Francja |

| 23 lipca          |     |                 |
| Stany Zjednoczone | 7:0 | Chińskie Tajpej |

| 23 lipca |     |            |
| Francja  | 3:1 | Szwajcaria |

| 24 lipca |     |                 |
| Włochy   | 4:0 | Chińskie Tajpej |

| 24 lipca          |     |        |
| Stany Zjednoczone | 2:1 | Czechy |

| 24 lipca |     |                 |
| Francja  | 8:0 | Chińskie Tajpej |

| 24 lipca          |     |            |
| Stany Zjednoczone | 6:5 | Szwajcaria |

| 25 lipca |     |        |
| Czechy   | 3:1 | Włochy |

| 25 lipca   |     |                 |
| Szwajcaria | 9:1 | Chińskie Tajpej |

| 25 lipca          |     |        |
| Stany Zjednoczone | 5:2 | Włochy |

| 25 lipca |     |        |
| Francja  | 4:1 | Czechy |

| 26 lipca   |     |        |
| Szwajcaria | 6:1 | Włochy |

| 26 lipca |     |                 |
| Czechy   | 8:1 | Chińskie Tajpej |

| 26 lipca          |     |         |
| Stany Zjednoczone | 5:1 | Francja |

### Tabela końcowa zawodów
| Poz. | Drużyna           | Mecze | Zwycięstwa | Remisy | Porażki | Pkt |
| ---- | ----------------- | ----- | ---------- | ------ | ------- | --- |
|      | Stany Zjednoczone | 5     | 5          | 0      | 0       | 11  |
|      | Francja           | 5     | 3          | 1      | 1       | 7   |
|      | Czechy            | 5     | 3          | 0      | 2       | 6   |
| 4    | Szwajcaria        | 5     | 2          | 0      | 3       | 4   |
| 5    | Włochy            | 5     | 1          | 1      | 3       | 3   |
| 6    | Chińskie Tajpej   | 5     | 0          | 0      | 5       | 0   |